# Armin van Buuren
Armin Jozef Jacobus Daniël van Buuren (Leiden, 25 december 1976) is een Nederlandse diskjockey en muziekproducent. In 2007, 2008, 2009, 2010 en 2012 stond hij op nummer 1 in de top 100-dj-lijst van DJ Magazine.

## Levensloop

### Jonge jaren
Armin van Buuren groeide op in Koudekerk aan den Rijn en bracht zijn middelbareschooltijd door aan het Stedelijk Gymnasium in Leiden. Van Buurens fascinatie voor muziek ontwikkelde zich al in een vroeg stadium van zijn leven. Dit had vooral te maken met zijn vader, die een fervent muziekkenner was en naar vele verschillende muziekstijlen luisterde. Behalve zijn fascinatie voor muziek ontwikkelde Van Buuren ook interesse in technologie en computers. Toen hij veertien jaar oud was, begon hij voor het eerst muziek te maken.
Gedurende zijn jeugd kon men Van Buuren op de fiets altijd aantreffen met een koptelefoon op, luisterend naar Jean Michel Jarre en Ben Liebrands "Minimixes" en "Grandmixen". Hij zond zelfs een demo van zijn productie naar zijn idool Liebrand, die zeer enthousiast was over de jonge Van Buuren. Mede hierdoor leerde Liebrand Van Buuren hoe een muziekstuk te produceren en te mixen. Van Buurens passie voor mixen bleef groeien. Zijn eerste baantje als dj had hij in de discotheek 'Nexus', in het derde jaar van zijn rechtenstudie in Leiden.
Ondertussen werd zijn slaapkamerstudio verplaatst naar een echte studio. De eerste tracks die hij in deze studio maakte waren Blue Fear en Communication. Ook werkte hij samen met andere producers als Ferry Corsten, Tiësto, Hardwell en W&W. Van Buuren heeft ooit in deze tijd verklaard dat men geen gevangene moet zijn van zijn eigen stijl en dat men zich constant moest verbeteren. Van Buuren wist tegelijkertijd af te studeren in de rechten.

### Carrière

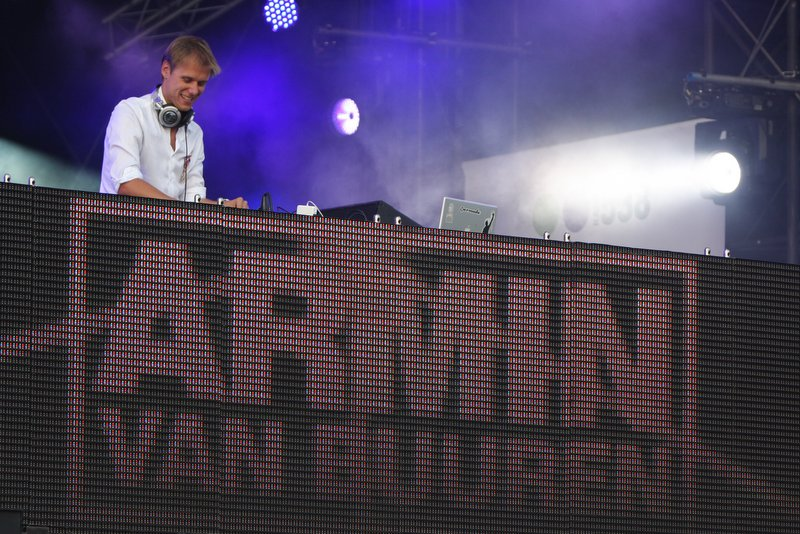
Armin van Buuren als dj

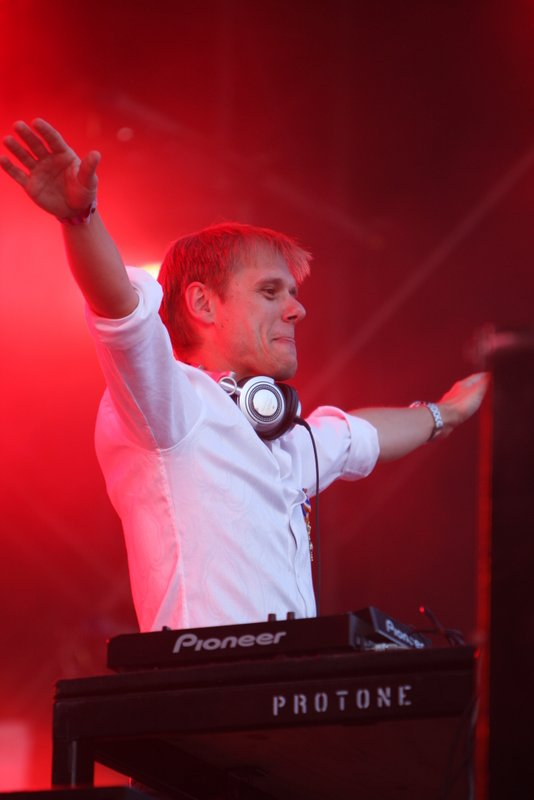
Armin van Buuren als dj

Sinds 2001 produceert en presenteert hij het radioprogramma A State of Trance, dat wekelijks wereldwijd via internet, in Nederland op 538, in Vlaanderen op TOPradio en op nog 21 andere radiostations wordt uitgezonden. Hij heeft door de jaren heen al heel veel remixen en singles op zijn naam staan. Deze werden op de radio vooral gedraaid tijdens speciale uitzendingen voor dj's, zoals Dance Department op 538. Van 4 maart 2011 tot 5 september 2020 werd A State of Trance iedere vrijdagavond uitgezonden op Radio 538. Op 5 september 2020 maakte Van Buuren zijn opwachting bij Qmusic met A State of Trance, net als met zijn nieuwe programma Worldwide Club 20.
Zijn single Rush Hour kreeg relatief veel bekendheid doordat het het themanummer was van het Europees kampioenschap voetbal onder 21. Daarvoor was het eind 2006 de "anthem" (een in de dancescene populaire term voor themanummer) van Van Buurens eigen solofeest Armin Only. In 2007 wist Van Buuren bij de verkiezingen van 's werelds beste 100 dj's, volgens het toonaangevende Britse blad DJ Mag, de eerste plaats over te nemen van de Duitse dj Paul van Dyk. Er waren vanuit 220 landen meer dan 345.000 stemmen uitgebracht, een recordaantal. Een jaar eerder stond van Buuren nog op de 2e plaats.
Op 12 januari 2008 won Van Buuren de Popprijs 2007. Dat werd bekendgemaakt tijdens het festival Noorderslag in Groningen. Van Buuren kon zelf niet bij de uitreiking zijn, omdat hij op dat moment toerde door Latijns-Amerika. Zijn broer, gitarist Eller van Buuren (lid van de Haagse urban-crossover-metalband Bagga Bownz), was daarom aanwezig om de Popprijs op te halen. In april 2008 bracht Van Buuren zijn nieuwe single uit in samenwerking met DJ Shah en Chris Jones: Going Wrong. Het werd meteen al zijn eerste echte hitsingle in Nederland, doordat het al direct op nummer 5 was binnengekomen in de Single Top 100. Het nummer verscheen op het nieuwe album Imagine, dat op 19 april uitkwam. Het album kwam dus op dezelfde dag uit, net als het concert Armin Only in de Jaarbeurs Utrecht. Bij dat concert waren 16.000 bezoekers aanwezig. Het was de eerste keer dat een concert van Van Buuren rechtstreeks werd uitgezonden op de Nederlandse televisie. BNN zond een deel van het concert rechtstreeks uit op Nederland 3. Ook werd het concert geheel uitgezonden door de radiostations 3FM en Slam!FM.
In 2008 werd Van Buuren opnieuw verkozen door het Britse blad DJ Magazine tot beste dj ter wereld en ook in 2009 werd hij eerste. Hiermee was hij, na Tiësto, de tweede dj ter wereld die drie keer achter elkaar nummer één werd in de verkiezing van DJ Magazine. In 2009 gebeurde dit weer, ook nu stond Tiësto op twee. Ook in 2010 wist hij het weer tot de eerste plaats te schoppen en hiermee werd hij de eerste dj die vier keer op rij op de eerste plaats staat in de top 100.
In 2010 werd Van Buuren tijdens de jaarlijkse International Dance Music Awards (IDMA) in Miami uitgeroepen tot beste dj ter wereld. Ook kreeg hij de prijs voor beste podcast. Zijn platenlabel Armada Music werd voor de tweede keer gekozen als 's werelds beste platenmaatschappij. De jaren erna won hij eveneens meerdere prijzen. In 2012 deed Van Buuren de stem van Scooter in de Nederlandse versie van The Muppets. Ook in het vervolg op deze film, Muppets Most Wanted uit 2014, deed Van Buuren de stem van Scooter. Daarnaast heeft Van Buuren nog de stem ingesproken van de IJsdraak in 2012 voor de film Sprookjesboom de film. In 2018 sprak hij voor de film De Fabeltjeskrant: De Grote Dierenbos-spelen de stem in van dj Wally Windhond. Ook maakte hij de muziek die Wally draait in deze film.
In 2013 maakte Van Buuren zijn filmdebuut. Hij speelde zichzelf in de Nederlandse film Verliefd op Ibiza. Op 30 april, op de dag van de troonwisseling in 2013, draaide Van Buuren op de kop van het Java-eiland in Amsterdam. Hij trad samen met het Koninklijk Concertgebouworkest op tijdens de koningsvaart in de avond. Samen voerden zij het nummer Intense op, dat Armin oorspronkelijk met Miri ben Ari opnam. In 2019 werkte hij samen met Kevin Saunderson en zijn Inner City-project voor het nummer It Could Be.
Van Buuren was van april t/m mei 2021 onderdeel van de gelegenheidsformatie The Streamers, die tijdens de coronapandemie gratis livestream-concerten gaven. Van Buuren was tijdens de tweede editie als gastartiest te zien, maar sloot zich bij de derde editie aan als vast bandlid. Dit was uiteindelijk tevens zijn laatste editie.

### A State of Trance
Sinds 2001 maakt Van Buuren het succesvolle radioprogramma A State of Trance. Het radioprogramma is wekelijks te beluisteren op meer dan 100 radiostations in 84 landen en wordt uitgezonden naar meer dan 37 miljoen luisteraars. Iedere 'mijlpaal' wordt gevierd met een evenement of tournee. 
In 2008 werd de 350e aflevering gevierd met een acht uur durend evenement. 
In 2009 was er een 72 uur durend evenement op drie locaties tegelijk om de 400e aflevering te vieren. 
In 2010 was er een vijf dagen durende tournee voor de 450e aflevering. 
Op 4 maart 2011 ging Van Buuren naar Radio538, waar hij A State of Trance heeft vervolgd. Iedere vrijdagavond van 23 tot 1u. 
A State of Trance 500 was vanaf 15 april 2011 afgelopen en het was op vier locaties te zien achter elkaar. Er werden verschillende nummers afgespeeld en uiteindelijk werd het een totaal van 64 uur.
ASOT 600 gaat door in zes steden: Den Bosch, Kuala Lumpur, New York, Mexico-Stad, São Paulo, en Beiroet.
ASOT 650 werd groots uitgepakt rondom het thema "New Horizons", met optredens in Moskou, Almaty, Jekaterinenburg, Utrecht, Santiago, Buenos Aires, Kuala Lumpur, Jakarta en Miami, waar de New Horizons Tour eindigde op het Ultra Music Festival.

## Privéleven
Armin Van Buuren is getrouwd met Erika van Thiel en is vader van een dochter en een zoon uit dat huwelijk.
In 2018 ging Van Buuren in het programma Verborgen Verleden op NPO 2 op zoek naar de herkomst van zijn familie. De roots van de familie Van Buuren blijken in de Betuwe te liggen, met name in het dorp Beesd en de stad Buren. Als stamvader kan Otto I van Buren worden aangewezen. Deze Otto I van Buren stichtte onder meer het kasteel in Buren en de Sint-Lambertuskerk.

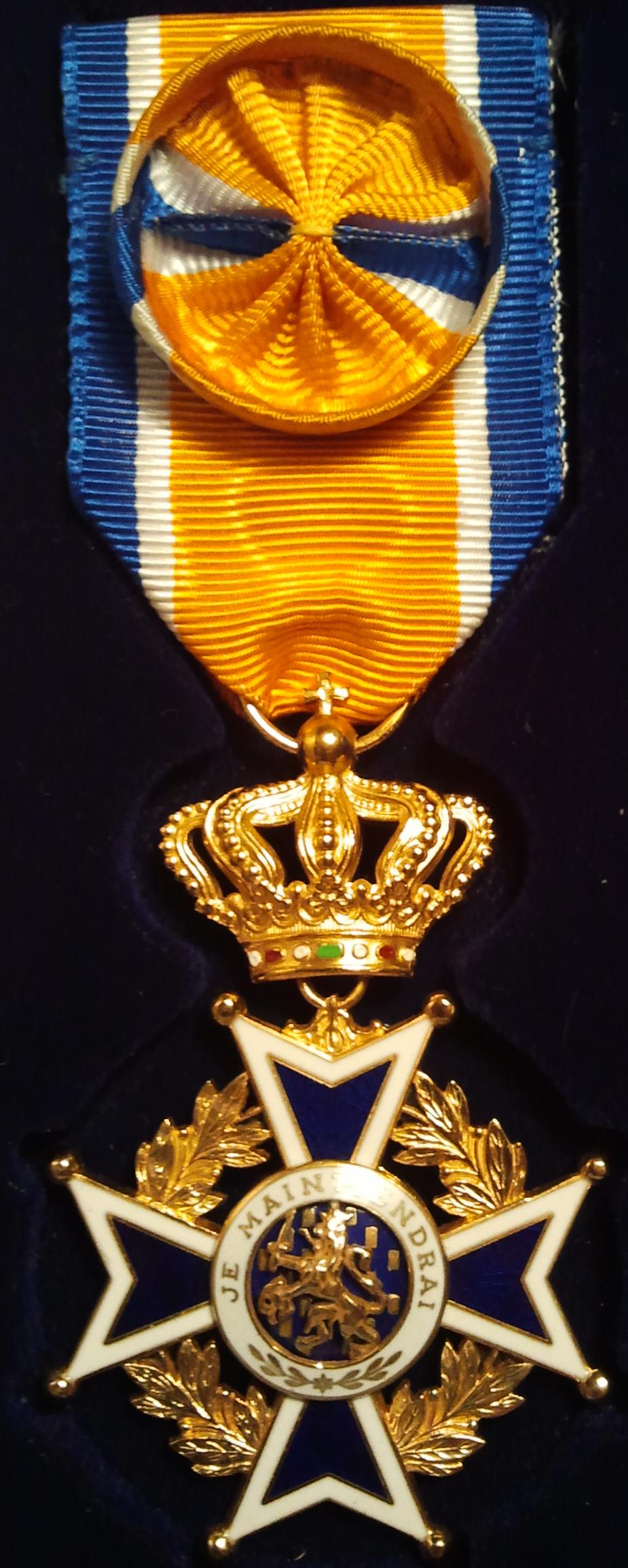
Officierkruis Orde van Oranje-Nassau

## Erkenning

### DJ MagTop 100
Het Britse blad DJ Mag publiceert ieder jaar de lijst met de 100 beste internationale dj's, gekozen door het publiek. De resultaten van Van Buuren in deze lijst waren:
| Jaar   | 2004 | 2005 | 2006 | 2007 | 2008 | 2009 | 2010 | 2011 | 2012 | 2013 | 2014 | 2015 | 2016 | 2017 | 2018 | 2019 | 2020 | 2021 | 2022 | 2023 | 2024 |
| ------ | ---- | ---- | ---- | ---- | ---- | ---- | ---- | ---- | ---- | ---- | ---- | ---- | ---- | ---- | ---- | ---- | ---- | ---- | ---- | ---- | ---- |
| Plaats | 3    | 3    | 2    | 1    | 1    | 1    | 1    | 2    | 1    | 2    | 3    | 4    | 4    | 3    | 4    | 4    | 4    | 3    | 5    | 5    | 6    |

Hij is de eerste dj die vijf keer is gekozen tot 's werelds populairste dj.

### Officier in de Orde van Oranje-Nassau
Op 30 april 2011 is Van Buuren tijdens het jaarlijkse evenement Citymoves door toenmalig koningin Beatrix benoemd tot Officier in de Orde van Oranje-Nassau, dit gebeurde in zijn thuisstad Leiden waar de onderscheiding werd uitgereikt door burgemeester Henri Lenferink. Van Buuren kreeg zijn onderscheiding voor zijn bijdragen aan de promotie van de Nederlandse dancemuziek wereldwijd en zijn bijdragen aan de muziekeconomie aan de top van de internationale dancescene.

### Prijs
In het voorjaar 2020 won Van Buuren een 100% NL Award in de categorie Hit van het jaar (2019) met het nummer Hoe het danst samen met Marco Borsato en Davina Michelle.

## Discografie

### Albums
| Album met eventuele hitnotering(en) in de Nederlandse Album Top 100 | Datum van verschijnen | Datum van binnenkomst | Hoogste positie | Aantal weken | Opmerkingen |
| ------------------------------------------------------------------- | --------------------- | --------------------- | --------------- | ------------ | ----------- |
| 76                                                                  | 2003                  | 28-06-2003            | 38              | 10           |             |
| Shivers                                                             | 8-08-2005             | 13-08-2005            | 23              | 8            |             |
| 10 years                                                            | 2006                  | 18-11-2006            | 45              | 12           |             |
| Imagine                                                             | 21-04-2008            | 26-04-2008            | 1(1wk)          | 25           | Goud        |
| Imagine - The remixes                                               | 05-06-2009            | 21-02-2009            | 49              | 12           |             |
| Mirage                                                              | 10-09-2010            | 18-10-2010            | 3               | 31           |             |
| Mirage - The remixes                                                | 24-06-2011            | 25-06-2011            | 11              | 9            |             |
| A year with Armin van Buuren                                        | 2012                  | 20-10-2012            | 33              | 2            |             |
| Intense                                                             | 03-05-2013            | 11-05-2013            | 2               | 76           |             |
| Armin Anthems - Ultimate singles collected                          | 2014                  | 15-11-2014            | 5               | 18           |             |
| Embrace                                                             | 29-10-2015            | 31-10-2015            | 1(1wk)          | 34           |             |
| Old skool                                                           | 2016                  | 13-08-2016            | 8               | 4            |             |
| Club Embrace                                                        | 2016                  | 29-10-2016            | 22              | 2            |             |
| The best of Armin only                                              | 2017                  | 20-05-2017            | 3               | 6            |             |
| Balance                                                             | 25-10-2019            | 02-11-2019            | 11              | 9            |             |
| A Sate of Trance Forever                                            | 03-09-2021            | 11-09-2021            | 66              | 1            |             |
| Feel Again Part 1                                                   | 10-06-2022            |                       |                 |              |             |
| Feel Again Part 2                                                   | 21-10-2022            |                       |                 |              |             |

| Album met hitnotering(en) in de Vlaamse Ultratop 200 albums | Datum van verschijnen | Datum van binnenkomst | Hoogste positie | Aantal weken | Opmerkingen   |
| ----------------------------------------------------------- | --------------------- | --------------------- | --------------- | ------------ | ------------- |
| Imagine + Best of                                           | 06-10-2008            | 11-10-2008            | 18              | 16           | Verzamelalbum |
| Mirage                                                      | 10-09-2010            | 18-09-2010            | 10              | 8            |               |
| Intense                                                     | 03-05-2013            | 11-05-2013            | 15              | 35           |               |
| Armin Anthems - Ultimate singles collected                  | 07-11-2014            | 15-11-2014            | 84              | 6            |               |
| Armin only - intense 'the music'                            | 20-01-2015            | 13-12-2014            | 143             | 1            |               |
| Embrace                                                     | 30-10-2015            | 07-11-2015            | 40              | 5            |               |
| Old skool                                                   | 05-08-2016            | 13-08-2016            | 13              | 5            |               |
| Club Embrace                                                | 28-10-2016            | 29-10-2016            | 97              | 2            |               |
| The best of Armin only                                      | 19-05-2017            | 20-05-2017            | 102             | 2            |               |
| Balance                                                     | 25-10-2019            | 02-11-2019            | 47              | 6            |               |
| A State of Trance Forever                                   | 03-09-2021            | 11-09-2021            | 115             | 1            |               |

### Singles
| Single met eventuele hitnotering(en) in de Nederlandse Top 40 | Datum van verschijnen | Datum van binnenkomst | Hoogste positie | Aantal weken | Opmerkingen                                                                              |
| ------------------------------------------------------------- | --------------------- | --------------------- | --------------- | ------------ | ---------------------------------------------------------------------------------------- |
| Communication                                                 | 2000                  | 19-02-2000            | tip14           | -            | als Armin / Nr. 95 in de Mega Top 100 / Dancesmash op Radio 538                          |
| The Sound of Goodbye                                          | 2001                  | 01-09-2001            | 26              | 5            | als Perpetuous Dreamer / Nr. 42 in de Mega Top 100 / Dancesmash op Radio 538             |
| Exhale                                                        | 2001                  | -                     |                 |              | met System F / Nr. 72 in de Mega Top 100                                                 |
| Yet Another Day                                               | 2002                  | 08-02-2003            | 27              | 4            | met Ray Wilson / Nr. 34 in de Mega Top 50 / B2B Top 100 / Dancesmash op Radio 538        |
| Sunburn (Walk Through the Fire)                               | 2003                  | 24-05-2003            | tip7            | -            | Nr. 43 in de Mega Top 50 / B2B Top 100                                                   |
| Burned with Desire                                            | 2004                  | 03-04-2004            | tip11           | -            | met Justine Suissa / Nr. 53 in de Single Top 100                                         |
| The Longest Day                                               | 2005                  | -                     |                 |              | Nr. 89 in de Single Top 100                                                              |
| Shivers                                                       | 2005                  | 28-05-2005            | 25              | 8            | Nr. 27 in de Single Top 100 / Dancesmash op Radio 538                                    |
| Serenity                                                      | 2005                  | 16-07-2005            | 11              | 10           | met Jan Vayne / Nr. 17 in de Single Top 100 / Dancesmash op Radio 538                    |
| Sail                                                          | 2006                  | 08-04-2006            | 24              | 5            | Nr. 27 in de Single Top 100 / Dancesmash op Radio 538                                    |
| Love You More                                                 | 2006                  | 30-09-2006            | 24              | 5            | met Racoon / Nr. 23 in de Single Top 100 / Dancesmash op Radio 538                       |
| Saturday Night                                                | 30-10-2006            | 25-11-2006            | 35              | 4            | met Herman Brood / Nr. 25 in de Single Top 100                                           |
| This World Is Watching Me                                     | 2007                  | 24-03-2007            | 26              | 4            | met Rank 1 & Kush / Nr. 19 in de Single Top 100                                          |
| Rush Hour                                                     | 2007                  | 23-06-2007            | 31              | 4            | Themanummer UEFA EK onder 21 2007 / Nr. 30 in de Single Top 100                          |
| The Sound of Goodbye                                          | 2007                  | 10-11-2007            | 27              | 5            | Nr. 20 in de Single Top 100                                                              |
| Going Wrong                                                   | 2008                  | 19-04-2008            | 22              | 4            | met DJ Shah & Chris Jones / Nr. 5 in de Single Top 100                                   |
| In and out of Love                                            | 2008                  | 16-08-2008            | 10              | 11           | met Sharon den Adel / Nr. 10 in de Single Top 100                                        |
| Unforgivable                                                  | 2009                  | 17-01-2009            | tip4            | -            | met Jaren / Nr. 62 in de Single Top 100                                                  |
| Never Say Never                                               | 2009                  | 11-07-2009            | 21              | 6            | met Jacqueline Govaert / Nr. 32 in de Single Top 100                                     |
| Broken Tonight                                                | 10-2009               | 28-11-2009            | 33              | 3            | met VanVelzen / Nr. 63 in de Single Top 100                                              |
| Full Focus                                                    | 2010                  | 07-08-2010            | 28              | 6            | Nr. 34 in de Single Top 100                                                              |
| Not Giving Up on Love                                         | 16-08-2010            | 11-09-2010            | 13              | 10           | met Sophie Ellis-Bextor / Nr. 8 in de Single Top 100                                     |
| This Light Between Us                                         | 2010                  | 13-11-2010            | tip15           | -            | met Christian Burns                                                                      |
| Drowning                                                      | 2011                  | 02-04-2011            | 31              | 4            | met Laura V / Nr. 41 in de Single Top 100                                                |
| Brute                                                         | 2011                  | 22-10-2011            | tip4            | -            | met Ferry Corsten                                                                        |
| Youtopia                                                      | 28-11-2011            | 17-12-2011            | 27              | 5            | met Adam Young / Nr. 68 in de Single Top 100                                             |
| Nova Zembla (Armin Van Buuren Remix)                          | 2012                  | 07-01-2012            | 23              | 4            |                                                                                          |
| We Are Here to Make Some Noise                                | 2012                  | 26-05-2012            | 23              | 7            | Nr. 24 in de Single Top 100                                                              |
| Waiting for the Night                                         | 2013                  | 09-02-2013            | 23              | 10           | met Fiora / Soundtrack Verliefd op Ibiza / Nr. 30 in de Single Top 100                   |
| This Is What It Feels Like                                    | 2013                  | 20-04-2013            | 3               | 26           | met Trevor Guthrie / Nr. 2 in de Single Top 100                                          |
| Intense Mini Mix                                              | 2013                  | -                     |                 |              | Nr. 78 in de Single Top 100                                                              |
| Beautiful Life                                                | 2013                  | 05-10-2013            | 29              | 8            | met Cindy Alma / Nr. 66 in de Single Top 100                                             |
| This Is What It Feels Like (John Ewbank classical remix)      | 2013                  | 23-11-2013            | 20              | 11           | met Trevor Guthrie                                                                       |
| Intense                                                       | 2013                  | 07-12-2013            | tip12           | -            | met Miri Ben-Ari / Nr. 14 in de Single Top 100                                           |
| Save My Night                                                 | 06-01-2014            | 18-01-2014            | 24              | 7            | Nr. 23 in de Single Top 100                                                              |
| Alone                                                         | 11-02-2014            | -                     |                 |              | met Lauren Evans / Nr. 89 in de Single Top 100                                           |
| Ping Pong                                                     | 24-03-2014            | 12-04-2014            | tip2            | -            | Nr. 22 in de Single Top 100                                                              |
| Hystereo                                                      | 2014                  | 13-09-2014            | tip5            | -            |                                                                                          |
| Another You                                                   | 21-04-2015            | 09-05-2015            | 8               | 18           | met Mr. Probz / Nr. 7 in de Single Top 100 / Alarmschijf                                 |
| Off the Hook                                                  | 2015                  | 19-09-2015            | tip23           | -            | met Hardwell                                                                             |
| Strong Ones                                                   | 2015                  | 24-10-2015            | tip3            | -            | met Cimo Fränkel / Nr. 59 in de Single Top 100                                           |
| Heading Up High                                               | 29-10-2015            | 14-11-2015            | 12              | 21           | met Kensington / Nr. 35 in de Single Top 100 / Alarmschijf                               |
| Freefall                                                      | 29-04-2016            | 30-04-2016            | tip8            | -            | met BullySongs                                                                           |
| Make It Right                                                 | 11-11-2016            | 19-11-2016            | tip19           | -            | met Angel Taylor                                                                         |
| I Need You                                                    | 06-01-2017            | 21-01-2017            | 13              | 14           | met Garibay & Olaf Blackwood / Nr. 31 in de Single Top 100 / Alarmschijf                 |
| My Symphony                                                   | 2017                  | 06-05-2017            | tip19           | -            |                                                                                          |
| Sunny Days                                                    | 2017                  | 01-07-2017            | 4               | 26           | met Josh Cumbee / Nr. 19 in de Single Top 100 / Alarmschijf                              |
| Sex, Love and Water                                           | 2017                  | 17-02-2018            | 28              | 8            | met Conrad Sewell / Nr. 93 in de Single Top 100                                          |
| Therapy                                                       | 2018                  | 05-05-2018            | 4               | 25           | met James Newman / Nr. 26 in de Single Top 100                                           |
| Blah Blah Blah                                                | 2018                  | 29-09-2018            | 31              | 6            | Nr. 35 in de Single Top 100                                                              |
| Wild Wild Son                                                 | 2018                  | 27-10-2018            | 12              | 18           | met Sam Martin / Nr. 41 in de Single Top 100 / Alarmschijf                               |
| Lonely for You                                                | 2019                  | 23-02-2019            | tip6            | -            | met Bonnie McKee                                                                         |
| Don't Give Up on Me                                           | 2019                  | 06-04-2019            | tip4            | -            | met Lucas & Steve & Josh Cumbee                                                          |
| Phone Down                                                    | 2019                  | 04-05-2019            | tip7            | -            | met Garibay                                                                              |
| Hoe het danst                                                 | 08-05-2019            | 18-05-2019            | 1(3wk)          | 30           | met Marco Borsato & Davina Michelle / Nr. 2 in de Single Top 100 / Hit van het jaar 2019 |
| Something Real                                                | 2019                  | 10-08-2019            | 26              | 16           | met Avian Grays & Jordan Shaw / Alarmschijf                                              |
| Unlove You                                                    | 2019                  | 30-11-2019            | 32              | 5            | met Ne-Yo                                                                                |
| All on Me                                                     | 2020                  | 25-04-2020            | tip3            | -            | met Brennan Heart & Andreas Moe                                                          |
| I Need You to Know                                            | 2020                  | 18-07-2020            | tip20           | -            | met Nicky Romero & Ifimay                                                                |
| Need You Now                                                  | 2020                  | 10-10-2020            | tip2            | -            | met Jake Reese                                                                           |
| Feel Something                                                | 06-11-2020            | 14-11-2020            | 25              | 18           | met Duncan Laurence / Nr. 85 in de Single Top 100 / Alarmschijf                          |
| Christmas Time                                                | 2020                  | 28-11-2020            | tip22           | -            | met Dimitri Vegas & Like Mike, Brennan Heart & Jeremey Oceans                            |
| Leave a Little Love                                           | 2021                  | 24-04-2021            | 23              | 13           | met Alesso / Nr. 62 in de Single Top 100                                                 |
| Hold On                                                       | 2021                  | 18-09-2021            | 13              | 18           | met Davina Michelle / Nr. 34 in de Single Top 100 / Alarmschijf                          |
| No Fun                                                        | 2021                  | 25-12-2021            | tip17           | -            | met The Stickmen Project                                                                 |
| Human Touch                                                   | 2022                  | 05-02-2022            | tip14           | 7            | met Sam Gray                                                                             |
| Come Around Again                                             | 2022                  | 09-04-2022            | 13              | 23           | met Billen Ted & JC Stewart                                                              |
| Roll the Dice                                                 | 2022                  | 05-11-2022            | tip10           | 9            | met Philip Strand                                                                        |
| Easy to Love                                                  | 2023                  | 07-01-2023            | tip30           | 1            | met Matoma & Teddy Swims                                                                 |

| Single met hitnotering(en) in de Vlaamse Ultratop 50 | Datum van verschijnen | Datum van binnenkomst | Hoogste positie | Aantal weken | Opmerkingen                                                   |
| ---------------------------------------------------- | --------------------- | --------------------- | --------------- | ------------ | ------------------------------------------------------------- |
| Yet Another Day                                      | 22-04-2003            | 08-03-2003            | tip14           | -            | met Ray Wilson                                                |
| Burned with Desire                                   | 09-02-2004            | 17-04-2004            | tip4            | -            | met Justine Suissa                                            |
| In and out of Love                                   | 25-08-2008            | 20-09-2008            | 10              | 22           | met Sharon den Adel                                           |
| Unforgivable                                         | 27-02-2009            | 07-03-2009            | 41              | 2            | met Jaren                                                     |
| Never Say Never                                      | 13-07-2009            | 22-08-2009            | 28              | 2            | met Jacqueline Govaert                                        |
| Not Giving Up on Love                                | 16-08-2010            | 04-09-2010            | 26              | 5            | met Sophie Ellis-Bextor                                       |
| Youtopia                                             | 28-11-2011            | 28-01-2012            | tip87           | -            | met Adam Young                                                |
| J'ai envie de toi                                    | 05-03-2012            | 09-06-2012            | tip75           | -            | met Gaia                                                      |
| This Is What It Feels Like                           | 29-04-2013            | 18-05-2013            | 8               | 21           | met Trevor Guthrie                                            |
| Beautiful Life                                       | 23-09-2013            | 28-09-2013            | tip17           | -            | met Cindy Alma                                                |
| Save My Night                                        | 06-01-2014            | 25-01-2014            | tip36           | -            |                                                               |
| Ping Pong                                            | 18-04-2014            | 12-07-2014            | 38              | 2            |                                                               |
| In and out of Love (Lost Frequencies remix)          | 16-03-2015            | 21-03-2015            | tip31           | -            | met Sharon den Adel                                           |
| Another You                                          | 08-05-2015            | 16-05-2015            | 10              | 11           | met Mr. Probz                                                 |
| Stardust                                             | 03-08-2015            | 08-08-2015            | tip78           | -            | met Jean-Michel Jarre                                         |
| Off the Hook                                         | 14-09-2015            | 10-10-2015            | tip51           | -            | met Hardwell                                                  |
| Strong Ones                                          | 06-11-2015            | 07-11-2015            | tip23           | -            | met Cimo Fränkel                                              |
| Heading Up High                                      | 05-02-2016            | 20-02-2016            | tip             | -            | met Kensington                                                |
| I Need You                                           | 06-01-2017            | 21-01-2017            | tip4            | -            | met Garibay & Olaf Blackwood                                  |
| Sunny Days                                           | 16-06-2017            | 01-07-2017            | tip37           | -            | met Josh Cumbee                                               |
| You Are                                              | 21-07-2017            | 26-08-2017            | tip             | -            | met Sunnery James & Ryan Marciano                             |
| Sex, Love and Water                                  | 02-02-2018            | 10-02-2018            | tip25           | -            | met Conrad Sewell                                             |
| Therapy                                              | 20-04-2018            | 28-04-2018            | tip             | -            | met James Newman                                              |
| Blah Blah Blah                                       | 18-05-2018            | 08-09-2018            | 19              | 14           |                                                               |
| Wild Wild Son                                        | 12-10-2018            | 27-10-2018            | tip27           | -            | met Sam Martin                                                |
| Repeat After Me                                      | 11-01-2019            | 19-01-2019            | tip39           | -            | met Dimitri Vegas & Like Mike & W&W                           |
| Lonely for You                                       | 15-02-2019            | 23-02-2019            | tip             | -            | met Bonnie McKee                                              |
| Turn It Up                                           | 15-03-2019            | 30-03-2019            | tip             | -            |                                                               |
| Don't Give Up on Me                                  | 29-03-2019            | 06-04-2019            | tip             | -            | met Lucas & Steve & Josh Cumbee                               |
| Phone Down                                           | 19-04-2019            | 11-05-2019            | tip             | -            | met Garibay                                                   |
| Hoe het danst                                        | 08-05-2019            | 01-06-2019            | 1(10wk)         | 43           | met Marco Borsato & Davina Michelle                           |
| Something Real                                       | 2019                  | 17-08-2019            | tip             | -            | met Avian Grays & Jordan Shaw                                 |
| Waking Up with You                                   | 2019                  | 28-09-2019            | tip             | -            | met David Hodges                                              |
| Unlove You                                           | 2019                  | 02-11-2019            | tip14           | -            | met Ne-Yo                                                     |
| All on Me                                            | 2020                  | 02-05-2020            | tip             | -            | met Brennan Heart & Andreas Moe                               |
| Hollow                                               | 2020                  | 04-07-2020            | tip             | -            | met Avira & Be No Rain                                        |
| Need You Now                                         | 2020                  | 17-10-2020            | tip             | -            | met Jake Reese                                                |
| Feel Something                                       | 06-11-2020            | 21-11-2020            | tip27           | -            | met Duncan Laurence                                           |
| Christmas Time                                       | 2020                  | 05-12-2020            | 32              | 4            | met Dimitri Vegas & Like Mike, Brennan Heart & Jeremey Oceans |
| Leave a Little Love                                  | 2021                  | 06-03-2021            | tip26           | -            | met Alesso                                                    |
| Come Around Again                                    | 2022                  | 16-07-2022            | 48              | 2            | met Billen Ted & JC Stewart                                   |

### NPO Radio 2 Top 2000
| Nummers met noteringen in de NPO Radio 2 Top 2000   | '13  | '14 | '15 | '16 | '17  | '18 | '19  | '20  | '21  | '22  | '23  | '24  |
| --------------------------------------------------- | ---- | --- | --- | --- | ---- | --- | ---- | ---- | ---- | ---- | ---- | ---- |
| Blah Blah Blah                                      | ×    | ×   | ×   | ×   | ×    | -   | -    | -    | -    | -    | 1833 | 1760 |
| Heading Up High (met Kensington)                    | ×    | ×   | -   | 467 | 749  | 381 | 413  | 513  | 461  | 701  | 844  | 942  |
| Hoe het danst (met Marco Borsato & Davina Michelle) | ×    | ×   | ×   | ×   | ×    | ×   | -    | 375  | 526  | 1366 | 1180 | 1261 |
| Hold On (met Davina Michelle)                       | ×    | ×   | ×   | ×   | ×    | ×   | ×    | ×    | -    | 1978 | -    | -    |
| Sunny Days (met Josh Cumbee)                        | ×    | ×   | ×   | ×   | 1855 | 846 | 1152 | 1372 | 1573 | 1877 | -    | -    |
| This Is What It Feels Like (met Trevor Guthrie)     | 1243 | 146 | 184 | 325 | 454  | 337 | 368  | 444  | 510  | 723  | 789  | 865  |

1. ↑  Een '-' betekent dat het nummer niet was genoteerd, een '×' betekent dat het nummer nog niet was uitgebracht en een vetgedrukt getal geeft de hoogste notering van een nummer aan.
2. ↑  2013 was het eerste jaar met een notering voor Armin van Buuren.

### Dvd's
| Dvd's met hitnoteringen in de Nederlandse Music Top 30 | Datum van verschijnen | Datum van binnenkomst | Hoogste positie | Aantal weken | Opmerkingen |
| ------------------------------------------------------ | --------------------- | --------------------- | --------------- | ------------ | ----------- |
| Armin Only - The Next Level - Ahoy' Rotterdam          | 2006                  | 11-02-2006            | 1(1wk)          | 13           |             |
| Armin Only - Ahoy '2006                                | 2007                  | 03-03-2007            | 4               | 18           |             |
| Armin Only - Imagine - Utrecht 19/04/2008              | 2008                  | 02-08-2008            | 1(4wk)          | 21           |             |
| The Music Videos 1997-2009                             | 2009                  | 12-12-2009            | 11              | 15           |             |
| Armin Only - Mirage - Utrecht 13-11-2010               | 2011                  | 05-03-2011            | 1(5wk)          | 29           |             |

## Pseudoniemen
Amsterdance, Armania, Armin, Darkstar, E=mc², El Guitaro, Gaia, Gig, Gimmick, Hyperdrive Inc., Misteri A, Perpetuous Dreamer, Problem Boy, Rising Star, The Shoeshine Factory en Mister White.

## Ook onderdeel van
Alibi, Armania, Electrix, Lilmotion, Major League, Monsieur Basculant, Shane, Red & White, Technology, Wodka Wasters, Dj's United (met Paul Oakenfold en Paul van Dyk), Triple A (met Alex M.O.R.P.H. en Ana Criado).